# Music Has the Right to Children
Az 1998-as Music Has the Right to Children a Boards of Canada debütáló nagylemeze. A rögzítési munkálatok a duó magánstúdiójában, a Hexagon Sun-ban folytak. A dalokra kültéri felvételek és intenzív hangmanipulációk jellemzőek. Az album szerepel az 1001 lemez, amit hallanod kell, mielőtt meghalsz című könyvben.

## Az album dalai
|     | Cím                        | Szerző(k)                     | Hossz |
| --- | -------------------------- | ----------------------------- | ----- |
| 1.  | Wildlife Analysis          | Marcus Eoin, Michael Sandison | 1:17  |
| 2.  | An Eagle in Your Mind      | Eoin, Sandison                | 6:23  |
| 3.  | The Color of the Fire      | Eoin, Sandison                | 1:45  |
| 4.  | Telephasic Workshop        | Eoin, Sandison                | 6:35  |
| 5.  | Triangles & Rhombuses      | Eoin, Sandison                | 1:50  |
| 6.  | Sixtyten                   | Eoin, Sandison                | 5:48  |
| 7.  | Turquoise Hexagon Sun      | Eoin, Sandison                | 5:07  |
| 8.  | Kaini Industries           | Eoin, Sandison                | 0:59  |
| 9.  | Bocuma                     | Eoin, Sandison                | 1:35  |
| 10. | Roygbiv                    | Eoin, Sandison                | 2:31  |
| 11. | Rue the Whirl              | Eoin, Sandison                | 6:39  |
| 12. | Aquarius                   | Eoin, Sandison                | 5:58  |
| 13. | Olson                      | Eoin, Sandison                | 1:31  |
| 14. | Pete Standing Alone        | Eoin, Sandison                | 6:07  |
| 15. | Smokes Quantity            | Eoin, Sandison                | 3:07  |
| 16. | Open the Light             | Eoin, Sandison                | 4:25  |
| 17. | One Very Important Thought | Eoin, Sandison                | 1:14  |

## Fordítás
Ez a szócikk részben vagy egészben a Music Has the Right to Children című angol Wikipédia-szócikk ezen változatának fordításán alapul.  Az eredeti cikk szerkesztőit annak laptörténete sorolja fel. Ez a jelzés csupán a megfogalmazás eredetét és a szerzői jogokat jelzi, nem szolgál a cikkben szereplő információk forrásmegjelöléseként.